# Аннали Камбрії
Аннали Камбрії (лат. Annales Cambriae) — анонімні аннали латинською мовою, що описують події в Уельсі і сусідніх з ним землях з 447 по 954 роки. Це найдавніші з валлійських анналів. Отримали свою назву від латинської назви Уельсу — Камбрія.

## Опис
Аннали Камбрії збереглися в чотирьох рукописах, які називаються відповідно рукописами A, B, C і D. Найдавнішим зі збережених манускриптів є рукопис A, що зберігається у Британській бібліотеці в Лондоні. Кодекс написаний в першій третині XII століття і, крім Анналів Камбрії, включає в себе «Історію бриттів» Неннія і декілька генеалогічних творів. Інші рукописи пізнішого походження. У них Аннали Камбрії отримали продовження, аж до 1288 року (найповніше відображені в рукописі C).
Аннали Камбрії в своєму первісному вигляді, ймовірно, були складені за правління короля Гвінеда Мервіна Вріха (перша половина IX століття). У них використовувалися як місцеві валлійські замітки, так і повідомлення з інших (в тому числі, ірландських) історичних джерел. Остаточна версія анналів була записана в монастирі в Сент-Дейвідс. На основі відомостей, що містяться в анналах, передбачається, що це відбулося в другій половині X століття.
Аннали Камбрії є цінним першоджерелом з ранньосередньовічної історії Уельсу. У них зафіксовано безліч унікальних фактів (дати смерті правителів, битви, епідемії і так далі), що не відомі в інших анналах і хроніках. Однак, в Анналах Камбрії присутя тільки щорічна хронологія (з першого по п'ятсот і тридцять третій роки), першим роком якої є запис, точне датування якого викликає серед істориків дискусії. У зв'язку з цим і ряд відомостей Анналів Камбрії, які не містяться в інших джерелах, мають в роботах дослідників різні датування.

## Згадки про короля Артура
Аннали Камбрії — найдавніше письмове джерело, що згадує імена легендарних героїв Артуріани: короля Артура, Мордреда та Мерліна. Так як всі інші особи, що згадуються в Анналах Камбрії, були реальними персонами, відомості про Артура і Мордреда в цих анналах висуваються деякими істориками як докази історичності і цих осіб.
Артур, Мордред та Мерлін згадуються у такі роки:
- 72 рік (вірш 519): Битва при горі Бадон, в якій Артур приніс хрест Господа нашого Ісуса Христа на плечах три дні і ночі, а бритти були переможцями.
- 93 рік (вірш 540): Битва при Камланні, в якій Артур і Медраут (Мордред) впали. Також була епідемія у Великій Британії та Ірландії.
- 126 рік (вірш 573): битва при Арфдеридді між синами Еліффера та Гвенддолеу ап Кейдіо, який загинув у бою. Мерлін зійшов з розуму.